# Canton de Morée
Le canton de Morée est un ancien canton français située dans le département de Loir-et-Cher et la région Centre.

## Géographie
Ce canton était organisé autour de Morée dans l'arrondissement de Vendôme. Son altitude variait de 79 m (Saint-Firmin-des-Prés) à 195 m (La Ville-aux-Clercs) pour une altitude moyenne de 114 m.

## Représentation

### Conseillers d'arrondissement (de 1833 à 1940)
| Période                                  | Période | Identité                               | Étiquette              | Qualité |
| ---------------------------------------- | ------- | -------------------------------------- | ---------------------- | --- |
| 1833                                     | 1848    | François Simon Martellière (1786-1879) |                        | Avoué à Vendôme                                                                                             |
| 1848                                     | 1875    | Michel Henrion (1804-1877)             |                        | Juge de paix à Morée, propriétaire à Pezou                                                                  |
| 1875                                     | 1886    | Sylvain Bruère                         |                        | Propriétaire, maire de Fréteval                                                                             |
| 1886                                     | 1889    | M. Moreau                              |                        | Greffier de la justice de paix, Morée                                                                       |
| 1889                                     | 1895    | André-Félix Godard                     |                        | Maire de Morée                                                                                              |
| 1895                                     | 1904    | Pascal Piédallu                        | Républicain            | Médecin à Morée                                                                                             |
| 1904                                     | 1926    | Eugène François Dumans                 | Républicain Rad.       | Cultivateur, maire de Danzé                                                                                 |
|                                          |         |                                        |                        | |
| 1928                                     | 1931    | Armand Crié                            | Républicain socialiste | Ancien maire de Busloup                                                                                     |
| 1931                                     | 1940    | Modeste Vivet                          | Droite                 | Maire de La Ville-aux-Clercs                                                                                |
| 1940                                     |         |                                        |                        | Les conseils d'arrondissement ont été suspendus par la loi du 12 octobre 1940 et n'ont jamais été réactivés |
| Les données manquantes sont à compléter. |         |                                        |                        | |

### Conseillers généraux de 1833 à 2015
| Période      | Période               | Identité                                                 | Étiquette   | Qualité |
| ------------ | --------------------- | -------------------------------------------------------- | ----------- | --- |
| 1833         | 1836                  | René Bessirard de La Touche                              |             | Maître-verrier à Saint-Jean-Froidmentel Négociant-manufacturier Maire de Saint-Jean-Froidmentel (1813-1848)                                        |
| 1836         | 1842                  | Abel de Malartic de Fondat (1796-1849)                   |             | Ancien officier, propriétaire du château des Mussets à Busloup                                                                                     |
| 1842         | 1845                  | vicomte Timoléon de Goislard de Villesbreme              |             | Propriétaire du château de Rocheux à Fréteval |
| 1845         | 1867 (décès)          | François Crosnier                                        |             | Homme de lettres, directeur de théâtre Maire de Lisle (1848-1867) Propriétaire du château de l'Epau                                                |
| 1867         | 1880                  | Augustin Vicomte de La Rochefoucauld Duc de Doudeauville | Droite      | Propriétaire, maire de La Ville-aux-Clercs (1865-1887) Propriétaire du château de La Gaudinière à Fréteval                                         |
| 1880         | 1886                  | Georges Milliéret                                        | Républicain | Clerc de notaire, lieutenant de louveterie Conseiller municipal de Danzé                                                                           |
| 1886         | 1890 (démission)      | Simon Cantagrel                                          | Républicain | Ingénieur civil aux chemins de fer à Tours Conseiller municipal de Tours (1885-1887)                                                               |
| 1890         | 1899 (décès)          | Gaston Jeannotte-Bozérian                                | Républicain | Attaché de cabinet au Ministère des Finances Député (1893-1899)                                                                                    |
| 1899         | 1904 (décès)          | Marie René Chéreau                                       | Républicain | Propriétaire, suppléant du juge de paix Adjoint au maire de Pezou                                                                                  |
| 1904         | 1926 (décès)          | Pascal Piédallu                                          | Républicain | Docteur en médecine Conseiller municipal de Morée, conseiller d'arrondissement                                                                     |
| juillet 1926 | décembre 1926 (décès) | Eugène François Dumans                                   | Rad.        | Cultivateur, grainetier Maire de Danzé (1900-1908 et 1912-1926), conseiller d'arrondissement                                                       |
| 1927         | 1940                  | Arthur Duru (1866-1945)                                  | URD         | Propriétaire - Maire de Morée (1892-1945) Nommé conseiller départemental en 1943                                                                   |
|              |                       |                                                          |             | |
| 1945         | 1955 (décès)          | Norbert Ménager                                          | SFIO        | Broyeur puis mouleur Maire de Fréteval (1944-1955) élu au bénéfice de l'âge                                                                        |
| 12 juin 1955 | 1970                  | Clément Héron                                            | DVD         | Agriculteur Maire de Saint-Hilaire-la-Gravelle (1945-1970)                                                                                         |
| 1970         | 1977 (décès)          | André Moussarou                                          | DVD         | Vétérinaire Maire de La Ville-aux-Clercs (1970-1977)                                                                                               |
| 1977         | 2008                  | Paul Martinet                                            | DVD         | Notaire Maire de Pezou (1965-1977) Conseiller régional (1998-2004)                                                                                 |
| 2008         | 2015                  | Bernard Pillefer                                         | DVD         | Professeur Maire de Fréteval depuis 1995 Président de la communauté de communes du Haut Vendômois depuis 1995 Elu en 2015 dans le Canton du Perche |

## Composition
Le canton de Morée, d'une superficie de 250 km2, était composé de treize communes
.
| Nom                       | Code Insee | Intercommunalité               | Superficie (km2) | Population (dernière pop. légale) | Densité (hab./km2) |
| ------------------------- | ---------- | ------------------------------ | ---------------- | --------------------------------- | ------------------ |
| Brévainville              | 41026      | CC du Perche et Haut Vendômois | 16,16            | 171 (2014)                        | 11                 |
| Busloup                   | 41028      | CC du Perche et Haut Vendômois | 18,94            | 432 (2014)                        | 23                 |
| Danzé                     | 41073      | CA Territoires Vendômois       | 42,26            | 709 (2014)                        | 17                 |
| Fréteval                  | 41095      | CC du Perche et Haut Vendômois | 20,49            | 1 149 (2014)                      | 56                 |
| Lignières                 | 41115      | CC du Perche et Haut Vendômois | 15,77            | 400 (2014)                        | 25                 |
| Lisle                     | 41116      | CC du Perche et Haut Vendômois | 6,61             | 195 (2014)                        | 30                 |
| Morée                     | 41154      | CC du Perche et Haut Vendômois | 25,83            | 1 100 (2014)                      | 43                 |
| Pezou                     | 41175      | CC du Perche et Haut Vendômois | 13,97            | 1 115 (2014)                      | 80                 |
| Rahart                    | 41186      | CA Territoires Vendômois       | 14,23            | 306 (2014)                        | 22                 |
| Saint-Firmin-des-Prés     | 41209      | CA Territoires Vendômois       | 13,89            | 857 (2014)                        | 62                 |
| Saint-Hilaire-la-Gravelle | 41214      | CC du Perche et Haut Vendômois | 17,57            | 702 (2014)                        | 40                 |
| Saint-Jean-Froidmentel    | 41216      | CC du Perche et Haut Vendômois | 17,20            | 516 (2014)                        | 30                 |
| La Ville-aux-Clercs       | 41275      | CA Territoires Vendômois       | 26,61            | 1 298 (2014)                      | 49                 |

## Démographie

### Évolution démographique
| 1962  | 1968  | 1975  | 1982  | 1990  | 1999  | 2006  | 2011  | 2012  |
| ----- | ----- | ----- | ----- | ----- | ----- | ----- | ----- | ----- |
| 7 041 | 6 956 | 6 714 | 7 363 | 7 492 | 7 900 | 8 649 | 8 976 | 8 983 |

### Âge de la population
La pyramide des âges, à savoir la répartition par sexe et âge de la population, du canton de Morée en 2009 ainsi que, comparativement, celle du département de Loir-et-Cher la même année sont représentées avec les graphiques ci-dessous.
La population du canton comporte 49 % d'hommes et 51 % de femmes. Elle présente en 2009 une structure par grands groupes d'âge légèrement plus âgée que celle de la France métropolitaine. 
Il existe en effet 89 jeunes de moins de 20 ans pour cent personnes de plus de 60 ans, alors que pour la France l'indice de jeunesse, qui est égal à la division de la part des moins de 20 ans par la part des plus de 60 ans, est de 1,06. L'indice de jeunesse du canton est par contre supérieur à celui  du département (0,83) et inférieur à celui de la région (0,95).
| Hommes | Classe d’âge | Femmes |
| ------ | ------------ | ------ |
| 0,5    | 90 ans ou +  | 1,8    |
| 9,2    | 75 à 89 ans  | 12,5   |
| 15,2   | 60 à 74 ans  | 15,2   |
| 21,0   | 45 à 59 ans  | 19,6   |
| 20,3   | 30 à 44 ans  | 19,8   |
| 13,5   | 15 à 29 ans  | 12,7   |
| 20,3   | 0 à 14 ans   | 18,4   |

| Hommes | Classe d’âge | Femmes |
| ------ | ------------ | ------ |
| 0,5    | 90 ans ou +  | 1,5    |
| 8,8    | 75 à 89 ans  | 12,1   |
| 15,4   | 60 à 74 ans  | 16,1   |
| 21,2   | 45 à 59 ans  | 20,5   |
| 19,6   | 30 à 44 ans  | 18,7   |
| 15,9   | 15 à 29 ans  | 14,3   |
| 18,6   | 0 à 14 ans   | 16,8   |